# Rafał Wojaczek
Rafał Wojaczek (nacido el 6 de diciembre de 1945 en Mikołów - fallecido el 11 de mayo de 1971 en Wrocław), fue un poeta y prosista polaco. Su vida estuvo marcada por el alcoholismo, depresión e intentos de suicidio, el último de los cuales tuvo éxito. Su corta carrera tuvo lugar durante los años turbulentos de la Polonia moderna, cuando la generación más joven comenzó a darse cuenta de que estaban atrapados en un sistema político mendaz.

## Biografía
Wojaczek provenía de una familia muy conocida y respetada. La casa de Wojaczek destacaba en la comunidad de Mikołów por dos motivos: "era típica de la intelectualidad y su familia no era practicante". Su padre, Edward , era profesor de secundaria (más tarde fue director de la primera escuela secundaria en Prudnik), su madre Elżbieta , se graduó en lengua inglesa y trabajó en una editorial. Era un hombre muy talentoso; Le resultaba fácil aprender idiomas extranjeros y se decía que tenía memoria fotográfica. Leyó obras de muchos autores, entre ellos: Charles Baudelaire , Arthur Rimbaud , Franz Kafka , Thomas Mann , Fyodor Dostoyevsky y Friedrich Nietzsche. 
Estudió en escuelas secundarias de Mikołów, Katowice y Kędzierzyn-Koźle . Debido a su primer intento de suicidio a finales de 1964, estuvo brevemente en un hospital psiquiátrico. Wojaczek se cortaba periódicamente , lo que dejaba todo su cuerpo cubierto de cicatrices. Estudió brevemente en la Universidad Jagellónica , pero al reprobar latín, se mudó a Wrocław. Trabajó durante un tiempo como despachador, luego se mantuvo con los honorarios y el apoyo financiero regular de su padre.
Quedó fascinado por la vida turbulenta de Marek Hłasko , a la que se refirió en sus poesías.

### Muerte
Wojaczek murió la noche del 11 de mayo de 1971. La mayoría de las veces se dice que se suicidó , pero algunos amigos creen que fue un accidente, ya que el poeta consumía repetidamente drogas y alcohol. Tenía sólo veinticinco años. Fue enterrado en el cementerio de St. Wawrzyniec en Breslavia. En el año 2000, el cuerpo de su hermano, el actor Andrzej Wojaczek, fue colocado en la misma tumba.

## Estilo
La obra de Wojaczek traduce las circunstancias políticas y cotidianas de la vida polaca en términos universales y existencialistas. El sujeto lírico de sus textos suele estar comprometido con la brutalidad del cuerpo humano en comunión con sus placeres y sufrimientos. Emplazando la corporeidad y sexualidad del individuo en el contexto de lo cotidiano y lo político, alcanza una expresión profunda de lo erótico y de lo existencial. Su obra ha sido comparada por algunos a la de Lautréamont y Rimbaud, pero está fuertemente vinculada a las tendencias internacionales de su tiempo, sobre todo a la poesía confesional y a la producción de la Generación Beat. Su estilo evolucionaría desde la crudeza y la sencillez hasta un mayor cuidado de la estructura y los esquemas rítmicos, utilizando, por ejemplo, asonancias entre vocales polacas relacionadas pero no idénticas, sin perder por ello su intensidad emotiva.
El lenguaje de la poesía de Wojaczek suele ser muy naturalista y brutal, y no rehúye los vulgarismos, motivo por el cual la censura frenó a menudo sus publicaciones. A pesar de su franqueza, Wojaczek a menudo transmitía un profundo lirismo y un deseo de ternura, que en ese momento creaba una combinación única.

## Obras
Poesía
- 1969 : Sezon
- 1970 : Inna bajka, Ossolineum

Poesías publicadas póstumamente
- 1972 : Nie skończona krucjata
- 1972 : Którego nie było

Prosa
2010 : Sanatorium, Biuro Literackie, Wrocław

## En la cultura popular
La película polaca Wojaczek de 1999 es una película biográfica sobre él, basada libremente en su vida y sus obras. El actor Krzysztof Siwczyk interpretó su papel.